# Pfullendorf
Pfullendorf – miasto w Niemczech, w kraju związkowym Badenia-Wirtembergia, w rejencji Tybinga, w regionie Bodensee-Oberschwaben, w powiecie Sigmaringen, siedziba wspólnoty administracyjnej Pfullendorf. Leży ok. 20 km na południe od Sigmaringen.

## Współpraca
Miejscowości partnerskie:
- Allschwil, Szwajcaria
- Saint-Jean-de-Braye, Francja